# Ommatoiulus robustus
Ommatoiulus robustus är en mångfotingart som beskrevs av Ceuca 1974. Ommatoiulus robustus ingår i släktet Ommatoiulus och familjen kejsardubbelfotingar. Inga underarter finns listade i Catalogue of Life.